# Carlos Méro
Carlos Barros Méro (Penedo, 5 de abril de 1949), mais conhecido como Carlos Méro, é um escritor, advogado e ex-magistrado brasileiro.

## Biografia
Carlos nasceu em 1949, em Penedo, Alagoas, no Brasil, sendo filho de Ernani Méro e Nair Barros Méro. Ele frequentou a Universidade Federal de Alagoas, onde estudou Direito, e frequentou o Centro de Estudos Superiores de Maceió (CESMAC), onde fez pós-graduação em Direito Público.
Em sua carreira como um magistrado, exerceu alguns cargos públicos, como Promotor de Justiça, Procurador de Estado, Procurador-Geral do Poder Judiciário, Diretor-Geral do Tribunal de Contas do Estado, Secretário do Gabinete Civil e da Indústria e Comércio do Estado e Desembargador Eleitoral em Alagoas, e Procurador-Geral de Maceió, e atualmente segue como um advogado.
Entre 2010 a 2017, ele foi presidente da Academia Alagoana de Letras (AAL), que ele deixou por meio de uma renúncia em outubro de 2017, mas segue como um membro da academia. É Membro Louvado da Confraria Queirosiana - Associação dos Amigos do Solar Condes de Rezende, conforme Revista de Portugal, nº 19, 2022, pág. 98 (Vila Nova de Gaia - Portugal).[carece de fontes?]
Ele já foi presidente da Fundação Pierre Chalita (FUNCHALITA), e é um membro da Academia Penedense de Letras e do Instituto Histórico e Geográfico de Alagoas (IHGAL). Atualmente reside em Maceió, Alagoas, no Brasil.
Carlos é casado com Cleide Tavares Méro, por cerca de cinquenta anos, e eles tiveram três filhos: Carlos Henrique, Christine e Caroline, e tem sete netos.

## Obras
As obras escritas por Carlos são:
- Estudos e pareceres jurídicos. Maceió: SERGASA. 1985.
- Curso básico de filosofia (Didático) - Coautor: Nabor Bulhões. Maceió: EDISA. 1972.
- Um gosto de mulher (Poesia). Primeira edição: Maceió. SERGASA. 1994; Segunda edição: São Paulo: Scortecci. 2018.
- Sua  Excelência a Prostituta (Teatro). Maceió: Grafitex. 1998.
- Quatro Poetas de Alagoas. In Revista da Literatura Brasileira, nº 15, São Paulo, 1999.
- Vida, Paixão e Morte do Irmão das  Almas (Novela) . São Paulo: Scortecci. 1999.
- Herdeiro das Trevas (Novela). São Paulo: Scortecci, 1999.
- Amor de Danação (Conto). In  Revista da Academia Alagoana de Letras, nº 18, Editora Universitária da  UFAL, Maceió, 2001.
- O Beco das Sete Facadas e Outras Estórias Alucinadas (Contos). São Paulo: Marco Zero. 2005.
- O Destronamento de Plutão (Conto).  In Revista da Literatura Brasileira, nº 43, São Paulo, 2006.
- A Lua de Fel do Casal Valhamor (Conto). In Revue L'Ordinaire Latino-Americain, nº 212, Université de Toulouse II - Le Mirail. 2010.
- O Amargo Regresso da  Desesperança (Conto). In Caravelle, nº 96, Université de Toulouse II - Le Mirail, junho de 2011.
- Travessias (Contos) - Co-autora: Cristina Duarte-Simões. Maceió: Viva Editora. 2013.
- Graciliano Ramos: Un monde de peines. Lille (FR): TheBookEdition. 2015.
- Dias assombrados em Roma (Memórias). São Paulo: Scortecci. 2015; Segunda edição: São Paulo: Scortecci. 2020
- Maíra (Nouvelle). Toulouse: Revue Reflexos, nº 3
- Inventando Maíra (coautoria de Cristina Duarte-Simões). São Paulo: Scortecci, 2016
- O Chocalho da Cascavel e outros relatos de maldizer (Contos). São Paulo: Scortecci. 2016
- Contos Covidianos (Contos). São Paulo: Scortecci. 2021
- Meu caderno de matutações (Fragmentos). In Revista da Academia Alagoana de Letras, nº 25. Maceió: Imprensa Oficial Graciliano Ramos. Julho de 2021
- Os dois melros (Conto). Vila Nova de Gaia (Portugal): Revista de Portugal, nº 18, 2021
- Eça de Queiros e Graciliano Ramos - Diálogo criativo (Palestra). Vila Nova de Gaia (Portugal): Revista de Portugal, nº 19, 2022
- O preço da tentação (Conto). Vila Nova de Gaia (Portugal): Revista de Portugal, nº 20, 2023
- Estefânia (Conto). Vila Nova de Gaia (Portugal): Revista de Portugal, nº 21, 2024.
- Relato de um delírio - Aconteceu em Lisboa. (Romance).. São Paulo: Scortecci. 2025.